# Lion-en-Sullias
Lion-en-Sullias ist eine französische Gemeinde mit 386 Einwohnern (Stand: 1. Januar 2022) im Département Loiret in der Region Centre-Val de Loire. Die Gemeinde gehört zum Arrondissement Orléans und ist Teil des Kantons Sully-sur-Loire. Die Einwohner werden Lugduniens genannt.

## Geographie
Lion-en-Sullias liegt etwa 47 Kilometer ostsüdöstlich von Orléans in der Sologne an der Loire. Hier mündet auch ihr Nebenfluss Aquiaulne. Umgeben wird Lion-en-Sullias von den Nachbargemeinden Ouzouer-sur-Loire im Norden und Nordwesten, Dampierre-en-Burly im Norden und Nordosten, Saint-Gondon im Osten und Südosten, Saint-Florent im Süden sowie Saint-Aignan-le-Jaillard im Westen und Nordwesten.

## Bevölkerungsentwicklung
| 1962                       | 1968 | 1975 | 1982 | 1990 | 1999 | 2006 | 2018 |
| -------------------------- | ---- | ---- | ---- | ---- | ---- | ---- | ---- |
| 337                        | 312  | 316  | 352  | 331  | 336  | 405  | 401  |
| Quellen: Cassini und INSEE |      |      |      |      |      |      |      |

## Sehenswürdigkeiten

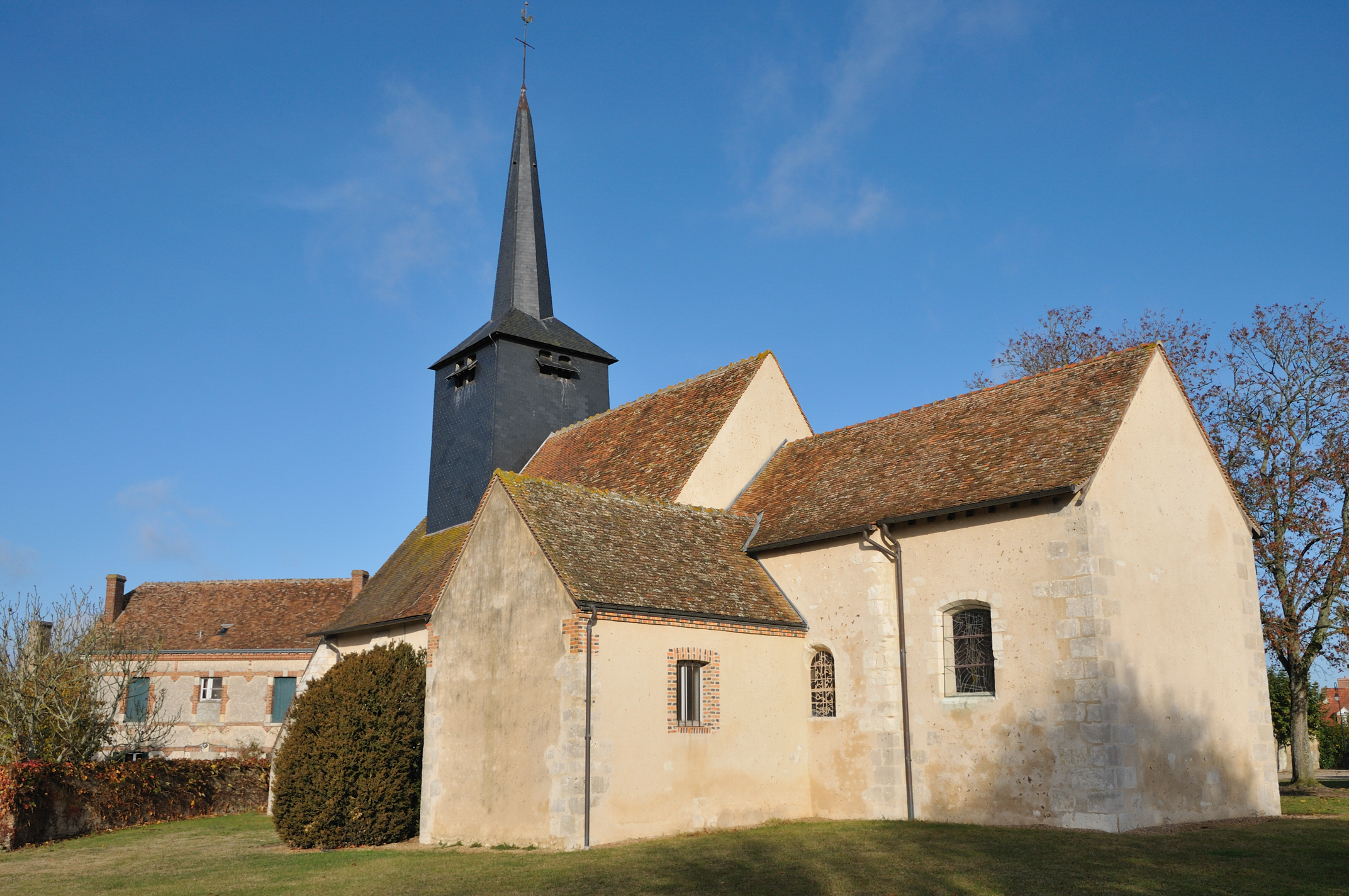
Kirche Saint-Étienne

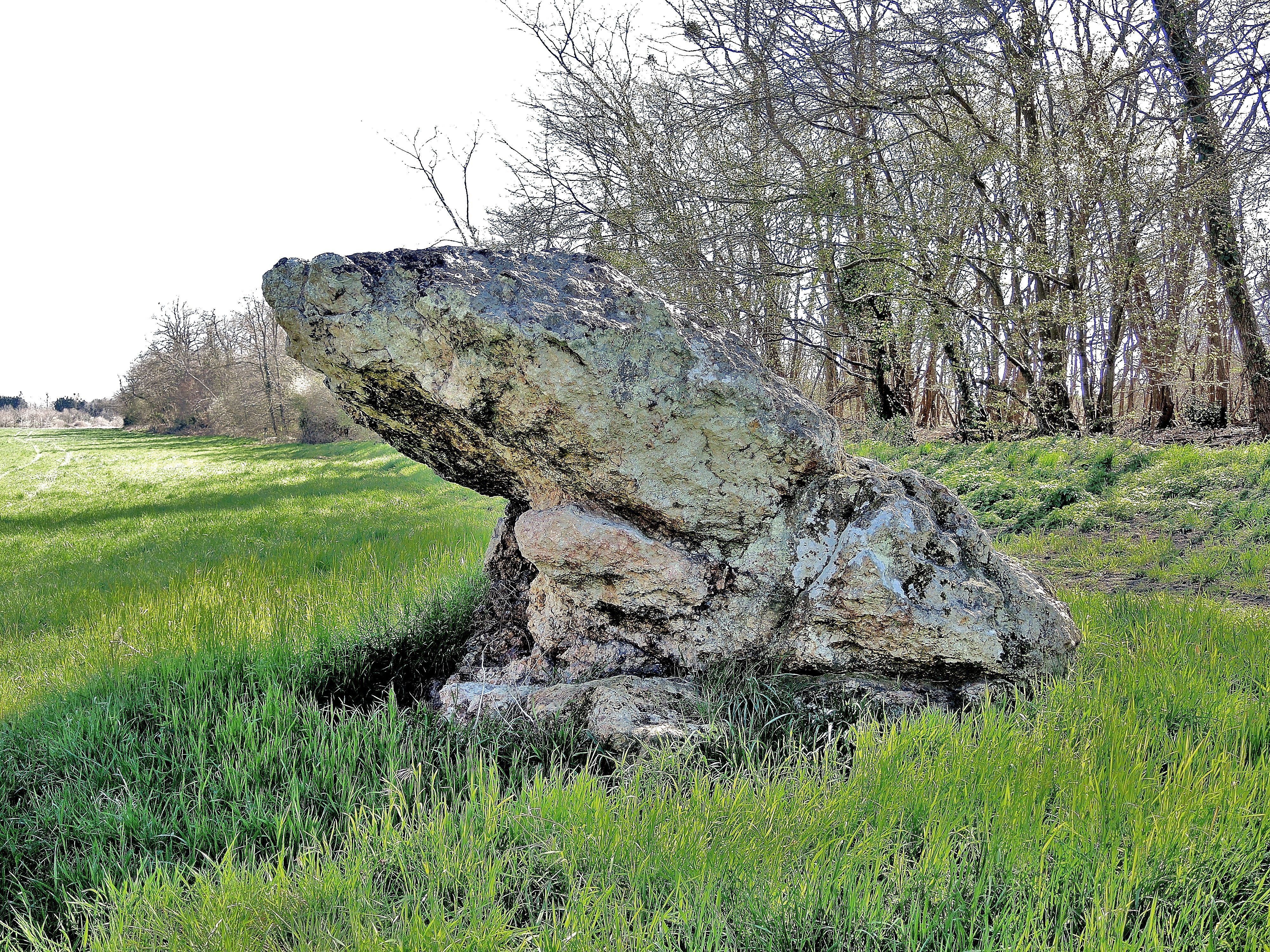
Dolmen Le Crapaud

- Dolmen Le Crapaud, seit 1937 Monument historique
- Tumulus La Butte aux (oder des) Druides, seit 1987 Monument historique
- Kirche Saint-Étienne aus dem 12. Jahrhundert, spätere An- und Umbauten, Monument historique seit 1992
- Kapelle La Ronce
- Pfarrhaus
- Schloss Cuissy aus der Mitte des 17. Jahrhunderts, seit 1978 Monument historique